# DTIブログ
DTIブログは米DTI Servicesの提供していたブログサービスである。商用利用が可能という特徴があった。
ブログ編集ソフトウェアではWindows Live Writerやマイ・ブログなどがこのDTIブログに対応していた。

## 歴史
- 2005年6月、サービス開始[4]。
- 2006年1月10日、海外におけるポッドキャストブームの中で、ビデオポッドキャストの作成も可能な動画アップロード機能が追加される[5][6][7]。
- 2006年2月10日、無料のアクセス解析機能が追加される[8]。
- 2007年5月29日、Sitemaps の出力に対応する[9]。
- 2013年9月26日、DTIブログの新規登録が終了した[4]。
- 2013年12月17日、DTIブログのサービスが一部ユーザーを除いて終了した[4]。
- 2019年4月4日、HTTPS化される[10]。
- 2019年5月23日、トラックバック機能が削除された[11]。
- 2022年11月30日、DTIブログのサービスが残ってたユーザーを含め全て終了した[12]。